# Victorien Sardou
Victorien Sardou (París, 5 de setembre de 1831 - París, 8 de novembre de 1908) va ser un dramaturg francès.

## Biografia

### Inicis difícils
Victorien Sardou procedia d'una modesta família propietària d'un olivar a Le Cannet, prop de Canes. Durant un hivern especialment fred, una gelada va matar totes les oliveres i va arruïnar a la família. El pare de Victorien, Antoine Léandre Sardou, es va traslladar a París. Allí va ser successivament comptable, professor de comptabilitat, director de col·legi i preceptor, a més de publicar alguns manuals de gramàtica, diccionaris i altres tractats de diferents matèries. Com son pare gairebé no aconseguia mantenir la família, Victorien va haver de treballar des de molt jove i es va veure obligat, a causa de la falta de diners, a interrompre els estudis de medicina que havia iniciat.
Va sobreviure donant classes de francès a alumnes estrangers, llatí, història i matemàtiques i escrivint articles per a enciclopèdies populars. Al mateix temps tractava d'introduir-se en el món de les lletres. Els seus primers assajos havien trobat el suport d'una escriptora de segona fila, Madame de Bawl, que durant l'època de la Restauració havia aconseguit una certa fama. Va tractar de cridar l'atenció de la famosa actriu francesa Rachel proposant-li un drama, La Reina Ulfra, basat en antigues llegendes sueques.
L'inici de la seua carrera va resultar especialment difícil. La seua obra La Taverna dels estudiants es va representar en el Teatre de l'Odéon l'1 d'abril de 1854, però l'acollida va ser tumultuosa, ja que s'havia estès el rumor que l'autor havia estat contractat pel govern per a provocar els estudiants. Després de cinc representacions, l'obra va ser retirada de cartell. Un altre drama, Bernard Palissy, havia estat acceptat en un principi teatre de l'Odéon, però després d'un canvi en la direcció del teatre, els nous gestors de la sala van decidir no complir el compromís adquirit pels seus antecessors. Una obra amb tema canadenc, Flor de liana, va estar a punt de representar-se en el Teatre de l'Ambigú, però la mort del director del teatre va fer que el projecte fracassara. El geperut, que Sardou va escriure per a l'actor Charles Albert Fechter, no va agradar a qui l'havia de protagonitzar i quan finalment l'obra va poder representar-se amb èxit, va ser a conseqüència d'un error, i com a obra d'un altre escriptor. París al revés, que es va presentar davant Adolphe Lemoine, anomenat Montigny, director del Teatre del Gimnàs Marie Bell, va ser rebutjada per aquest, aconsellat per Eugène Scribe a qui semblava escandalosa l'escena d'amor que posteriorment es faria famosa en Els nostres íntims.

### L'èxit
Sardou es trobava completament arruïnat, i la seua dissort es va agreujar quan un atac de febre tifoide gairebé li causa la mort. A punt de morir al seu apartament, rodejat pels seus manuscrits rebutjats, una veïna el va auxiliar, Mademoiselle de Brécourt, que estava relacionada amb el món del teatre, en especial amb la famosa actriu Virginie Déjazet, de la que era íntima amiga. Després de restablir-se, va presentar-lo a la seua amiga, que va decidir convertir-se en la protectora del jove autor.

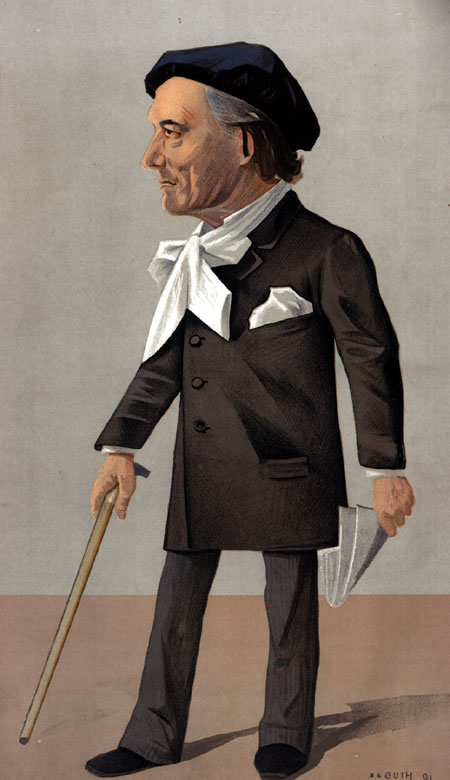
Caricatura de Victorien Sardou

L'actriu, ja major, va comprar per a ell, l'any 1859 un teatre, el Folies Déjazet, que es va rebatejar com Teatre Déjazet. Per a aconseguir mantenir les despeses del teatre, va arribar fins i tot a tornar a emprendre gires teatrals per tot Europa. Càndida, la primera obra que Sardou va escriure per a Virginie Déjazet, va ser prohibida per la censura, però les tres obres següents, escrites pràcticament l'una darrere de l'altra (Les primeres armes de Fígaro, Monsieur Garat i Els Prats Saint-Gervais) van ser un gran èxit. Va ocórrer el mateix amb Les potes de mosca (1860), representada en el Gymnase.
Aviat Victorien Sardou va estar en igualtat de condicions amb els dos mestres del teatre del moment, Émile Augier i Alexandre Dumas (fill). Tot i que no tenia ni vis còmica, ni l'eloqüència o força moral del primer, ni la convicció apassionada i l'agut enginy del segon, era un mestre del diàleg. Les rèpliques s'enllacen de mode molt enginyós. Aplicava els principis constructius de Scribe, i combinava els tres gèneres clàssics (comèdia de caràcters, de costums o d'intriga) amb el drama burgès. Va demostrar tanta habilitat com el seu mestre per a unir aquests elements en obres sòlides i ben construïdes, malgrat que els donava un important matís de sàtira social. Es va burlar de la burgesia egoista i vulgar en Els nostres íntims (1861), dels vells solters en Els xicots vells (1865), dels moderns tartufos en Séraphine (1868), dels llauradors en Els nostres bons pobletans (1866), dels vells costums i les principals polítiques passades de moda en Els terrossos (1862), de l'esperit revolucionari i dels que el viuen en Rabagas (1872) i El rei carlota (1872), de les lleis sobre el divorci en Divorciem-nos! (1880).
Va escriure Fedora (1882) especialment per a Sarah Bernhardt. Es va renovar introduint a les seues obres un element històric, generalment superficial: va adaptar Teodora (1884) d'unes cròniques romanes d'Orient i L'odi (1874) de cròniques italianes, al mateix temps que situava La duquessa d'Atenes en una Grècia medieval. Pàtria (1869) narra la revolta dels llauradors neerlandesos a finals del segle xvi, mentre La bruixa (1904) es desenvolupava en l'Espanya també del segle xvi. La Revolució Francesa servirà de marc per a tres de les seues obres: Les Meravelloses, Termidor (1891) i Robespierre (1902), escrita especialment per a Sir Henry Irving. Farà reviure l'epopeia imperial en La Tosca (1887) -que inspiraria l'òpera Tosca de Puccini- i la molt famosa Madame Sans Gêne (1893) -que es traslladaria a la lírica amb Madame Sans-Gêne de Giordano. També és l'autor de Dant (1903), La Pisie (1905) i El drama dels verins (1907).
Victorien Sardou es va casar per primera vegada amb Laurentine Eléonore Désirée de Moisson de Brécourt, que va morir als vuit anys de casada. Es va tornar a casar l'any 1872 amb Marie Anne Corneille Soulié, filla de l'erudit Eudore Augustin Soulié i de Marie Catherine Joséphine Vila. La seua filla es va casar amb l'escriptor dramàtic Robert de Flers.
Victorien Sardou va ser elegit com a membre de l'Acadèmia Francesa l'any 1877.

## Obres principals
- La Tosca, drama en quatre actes, traducció catalana publicada a Barcelona per La Escena Catalana. Actriu: Mercè Daroqui i Ferrer. Any 19181860 - Les Pattes de mouche

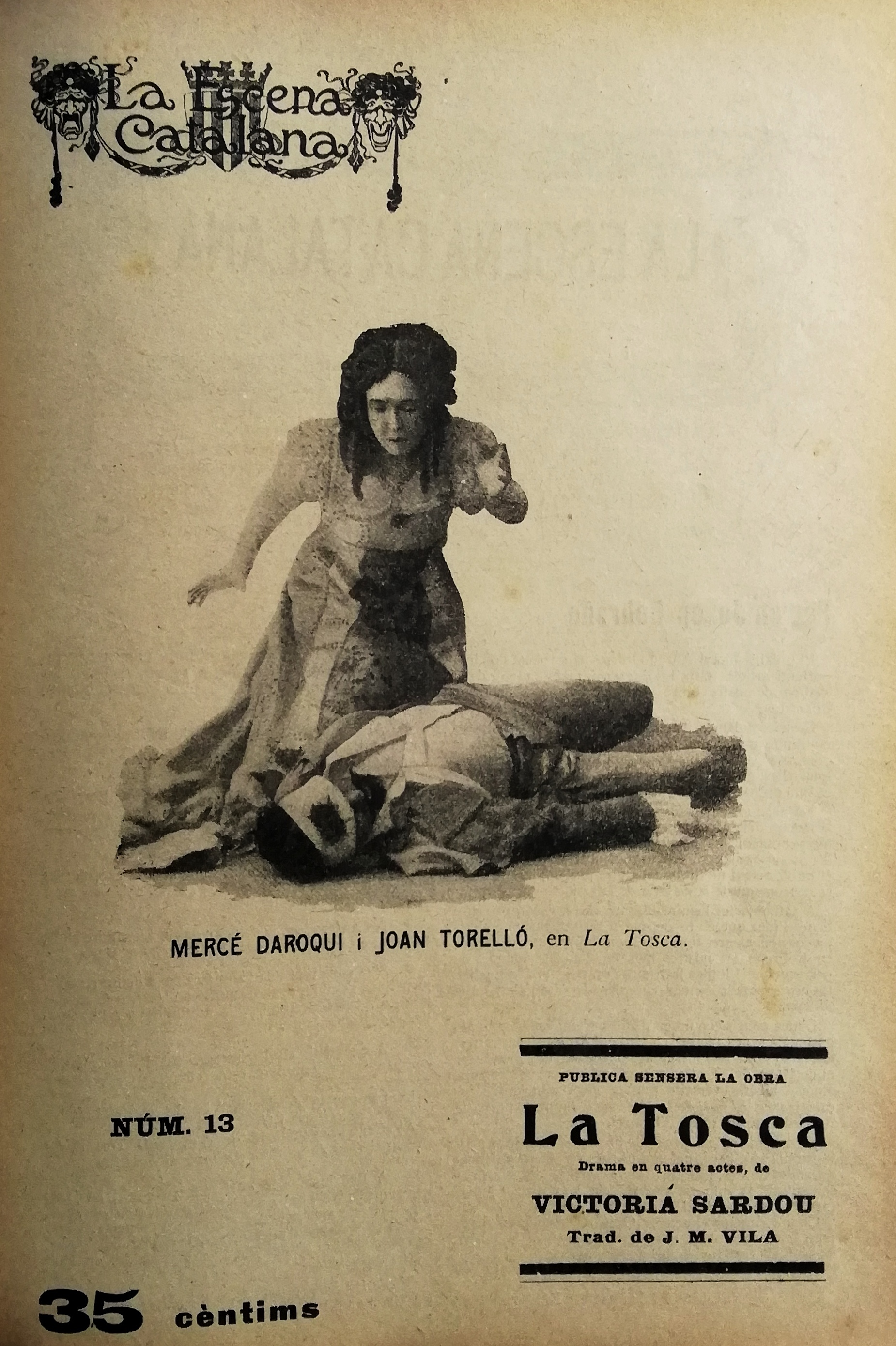
La Tosca, drama en quatre actes, traducció catalana publicada a Barcelona per La Escena Catalana. Actriu: Mercè Daroqui i Ferrer. Any 1918

- 1869 - Patrie!, aquesta obra, el compositor Arthur De Greef li possà música i en feu una òpera.[1]
- 1873 - L'Oncle Sam
- 1874 - La Haine
- 1877 - Dora
- 1880 - Divorçons!
- 1882 - Fédora
- 1884 - Théodora
- 1887 - La Tosca
- 1890 - Cléopâtre
- 1891 - Thermidor
- 1893 - Madame Sans-Gêne
- 1894
  - Gismonda
  - La Sorciere
- 1896 - Spiritisme
- 1899 - Robespierre
- 1903 - Dante

## Traduccions al català
- La cort de Lluís XIV. Drama històric en 5 actes. Traducció d'Adrià Gual. Estrenada al Teatre Romea de Barcelona el 23 de desembre de 1909.
- Teodora. Drama en 7 actes. Traducció de Salvador Vilaregut. 1912
- Rabagàs. Comèdia en 5 actes. Traducció d'Alfred Pallardó i Bastard de la Torre. 1913
- La Tosca. Drama en 4 actes. Traducció de Josep Maria Vila. 1918
- Un cap de trons. Comèdia en 3 actes. Traducció de Jeroni Moliné. 1929